# 建设单位
建设单位，是指投资进行某项工程建设、负责工程建设项目的任何单位或者个人，即该项建设工程的“业主”。建设单位相关人员如果將不合格工程視為合格工程並通過验收則屬於犯罪行為。